# Braunshorn (Adelsgeschlecht)

Wappen derer von Braunshorn

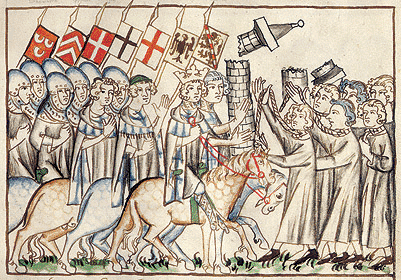
Eroberung der Stadt Brescia im Jahre 1311 durch Heinrich VII. Links oben ist das Wappen der Braunshorner zu erkennen.

Die Herren von Braunshorn waren ein edelfreies Adelsgeschlecht mit Besitzungen im Hunsrück und an der Mosel.

## Wappen
In Rot drei silberne Hifthörner (2 zu 1) ohne Fessel.

## Geschichte
Das Geschlecht der Herren von Braunshorn wird mit Gundolph 1098 erstmals urkundlich genannt. Der Stammsitz der Braunshorner war Burg Braunshorn, eine Niederungsburg (Motte) im gleichnamigen Ort Braunshorn im Hunsrück. Eine weitere Mottenanlage, die auf die Braunshorner zurückgehen könnte, ist die Dudenrother Schanze, die wenige Kilometer von Braunshorn entfernt liegt.
Ein Walter von Braunshorn erscheint häufig in den Urkunden des Kölner Erzbischofs Konrad von Hochstaden, was auf enge Beziehungen des Erzbischofes zu dem Hunsrücker Adligen im 13. Jahrhundert hinweist.
Im Jahre 1268 siedelte das Geschlecht auf Burg Beilstein an die Mosel um. 1273 wurde Burg Braunshorn dann von Johann I. von Braunshorn, Herr zu Beilstein und Vogt zu Strimmig, und Gerhard von Wildenberg an den Pfalzgrafen Ludwig veräußert, der dadurch einen Stützpunkt in seiner Auseinandersetzung mit Kurtrier gewann.
Bereits 1362 erlosch das Geschlecht mit Gerlach von Braunshorn in der männlichen Erbfolge. Als Herr von Beilstein folgte Cuno II. von Winneburg-Beilstein, Sohn von Lise von Braunshorn und Enkel des Gerlach von Braunshorn.

## Wichtige Vertreter des Adelsgeschlechtes

### Irmgard von Braunshorn
Vor 1235 heiratete Philipp von Wildenburg Irmgard von Braunshorn und erbte damit große Besitzungen der Braunshorner im Hunsrück und an der Mosel. Das Ehepaar gründete das Kloster Maria Engelport um 1260 neu.

### Hermann von Braunshorn
Hermann von Braunshorn war in den Jahren 1278 (bzw. 1279) bis 1281 Großprior des Johanniterordens für Deutschland, Böhmen, Österreich, Mähren, Polen und Dacia (Dänemark, Schweden und Norwegen).

### Johann II. von Braunshorn
Johann II. von Braunshorn wurde um 1270 geboren und starb am 5. Juni 1347. Er war als Hofmeister („magistro curie“) von Kaiser Heinrich VII. und Rat („secretarius“) von Balduin von Luxemburg das bedeutendste Mitglied der Familie. Sein Wappen erscheint beispielsweise auf einer Darstellung der Eroberung der Stadt Brescia im Jahre 1311 durch Heinrich VII.
Johann taucht in vielen Urkunden von Balduin auf. Er dürfte zum engsten Vertrautenkreis des Erzbischofs gehört haben. Außerdem erscheint er häufig als Schiedsrichter bei regionalen Streitfällen.

## Besitz
Im Eigenbesitz der Familie befanden sich die Ortschaften Braunshorn, Dudenroth, Norath, Peterswald, Löffelscheid, Blankenrath und Sosberg. Weitere Anteile hatten die Braunshorner an den Gerichten Beltheim, Strimmig und Senheim. Der Ort Beilstein war Lehen von Kurköln und erhielt unter den Braunshornern Stadtrechte.
Viele Ortsgemeinden geben durch Hörner in ihren Wappen Hinweise auf die Herrschaft Braunshorn:

Wappen der Gemeinde Braunshorn
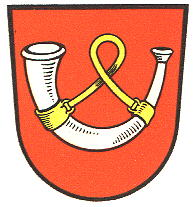
Altes Wappen der Gemeinde Beilstein an der Mosel
Wappen der Gemeinde Beltheim
Wappen der Gemeinde Norath
Wappen der Gemeinde Blankenrath
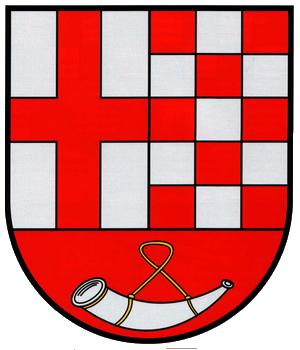
Wappen der Gemeinde Altstrimmig
Wappen der Gemeinde Uhler
Wappen der Gemeinde Sosberg

## Genealogie
- Gundolph 1098[1]
- Odalrich
  - Ulrich 1140–1160
    - Werner 1184–1197
      - Alexander von Stahleck 1222–1242 ⚭ N von Saarwerden
        - Walter von Braunshorn 1237–1247 ⚭ Adelheid 1250–1257
          - Johann von Braunshorn; Nachkommen siehe unten
          - Alexander 1260–1315 Domherr von Lüttich
          - Heinrich 1271–1284 Kanoniker St. Severin Köln
          - Gertrud Kanonikerin St. Maria im Kapitol Köln
          - Hermann Großprior Johanniter
          - Margarete Kanonikerin St. Maria im Kapitol Köln

      - Werner von Stahleck 1222

    - N.
      - Giselbert von Stahleck 1201–1236
        - Giselbert von Braunshorn, Deutschordensritter in Marburg

      - Heinrich von Stahleck 1199–1213, Domherr in Mainz
      - Arnold von Stahleck 1211–1239, Mönch in Himmerod 1235
        - Irmgard 1235–1277 ⚭ Philipp Herr von Wildenburg

      - Irmgard 1222 ⚭ Werner (?) von Oberstein

  - Heinrich von Braunshorn 1159[11]

Johann von Braunshorn
- Johann * 1245 - † 1283 ⚭ Adelheid von Kerpen 1284
  - Johann Herr von Braunshorn * 1270–1347 ⚭ Elisabeth von Dollendorf 1310–1339
    - Gerlach * 1290 - † 1362 ⚭I  Johannetta von Ouren ⚭II Rheingräfin Hedwig (Tochter von Wildgraf Konrad IV.)
      - Elisabeth * 1315–1368 ⚭ Cuno von Winneburg, Herren von Winneburg, Erben der Braunshorner

    - Adelheid ⚭ Hermann von Helfenstein
    - Alexander, Propst in Münstermaifeld, Domherr in Trier
    - Elisabeth ⚭ Gerlach von Isenburg-Arenfels
    - Gertrud ⚭ 1. Dietrich von Bruch, 2. Johann Herr von Saffenberg
    - Irmgard ⚭ Philipp von Schöneck

  - Dietrich, Abt von St. Maximin
  - Walter, Domherr von Lüttich
  - Wilhelm, Domherr von Lüttich
  - Adelheid, Äbtissin von Münsterbilsen
  - Irmgard ⚭ 1. Werner Vogt von Hunolstein 2. Johann Plate von Steinkallenfels[11]